# Clitofonte (ateniense)
Clitofonte (en griego antiguo: Κλειτόφων Ἀριστωνύμου, Kleitóphōn Aristōnúmou; siglo V a. C.– ...) fue un estadista, oligarca e intelectual ateniense. Su participación en la política ateniense ayudó a allanar el camino para el gobierno de Los Cuatrocientos después del golpe de Estado oligárquico de 411 a. C. También aparece en los escritos de Platón, donde representa una filosofía de «relativismo normativo radical»  en un breve papel en la República.

## Biografía
Poco se conoce de la primera parte de la su vida. Su participación en la reforma del gobierno de Atenas a continuación de la desastrosa expedición a Sicilia del 413 a. C., hace remontar su nacimiento al 452 a. C. o incluso antes, puesto que el Consejo asambleario del que formaba parte estaba constituido por hombres mayores de cuarenta años. La Constitución de los atenienses atribuida a Aristóteles, cita a Clitofonte como uno de los primeros defensores de un retorno a la constitución ancestral (patrios politeia), un paso decisivo hacia la oligarquía de los Cuatrocientos. La obra registra también su encargo como embajador ante el navarco espartano Lisandro en el 404 a. C., representando a una facción de la oligarquía moderada asociada con la figura de Terámenes.

## En la literatura
Platón describe a Clitofonte como un estrecho colaborador del sofista y retórico Trasímaco y del orador Lisias. Clitofonte asiste a este último postulando un breve pero significativo argumento relativista: la ventaja del más fuerte es idéntica a la de cualquiera que el más fuerte crea que es el más fuerte. En el diálogo platónico, tal vez apócrifo, que lleva su nombre, Clitofonte es un alumno descontento con Sócrates, al que critica por la falta de conocimiento positivo del método socrático.
La comedia de Aristófanes asocia a Clitofonte con Terámenes: parodia a los dos, por su inconstancia política, en Las ranas.